# Шульга Євген Анатолійович
Шульга́ Євге́н Анато́лійович (25 жовтня 1962, Новомосковськ, Дніпропетровська область, УРСР — 11 липня 2025, Самар, Самарівський район, Дніпропетровська область, Україна) — український історик, краєзнавець, публіцист, громадський і політичний діяч та дослідник історії Самарі. Один із головних ініціаторів повернення Самарі у 2023—2024 роках її теперішньої історичної назви.

## Праці
- «Назви не вигадують. Їх успадковують.» (2023),
- «Про повернення місту Новомосковськ його історичної назви – Самар» (2023).